# Jacamar violacé
Galbula chalcothorax
Espèce
Statut de conservation UICN

 LC  : Préoccupation mineure
Le Jacamar violacé (Galbula chalcothorax) est une espèce d'oiseaux de la famille des galbulidés (ou Galbulidae).
Cet oiseau vit dans l'ouest de l'Amazonie.